# تشكل فزواطة
إن تشكل فزواطة العليا والسفلى في المغرب عبارة عن رواسب من نوع بورغيس الصخري يعود تاريخها إلى العصر الأوردوفيشي المبكر، تملأ نافذة حفظ مهمة بين المرسبات الأحفورية للكمبري المشترك وأواخر الأوردفيشي. كانت الحيوانات المتحجرة التي تم العثور عليها عبارة عن العديد من الكائنات الحية التي كان يُعتقد سابقًا أنها انقرضت بعد منتصف الكمبري.

## الكائنات الحية
تم استرداد أكثر من 1500 عينة غير معدنية، تمثل 50 نوعًا مميزًا لها تركيبة مماثلة للأنواع الحيوية السابقة من نوع طفل برجس، من التكوينات بالإضافة إلى حيوانات صدفية أقل وفرة. يختلف تكوين المجتمع بشكل كبير من خلال التسلسل الطبقي، مع تغير كل من الوفرة والتكوين الحيواني مع تقدم الوقت. صغير – 1-3 مم) الجحور موجودة في الرواسب، ولكن لا يوجد حفر كبيرة؛ قد يشير هذا إلى ندرة الأكسجين في الماء أو الرواسب. وتجدر الإشارة بشكل خاص إلى وجود البريوزوا والجرابتوليت، الأشكال التي لم تكن موجودة في العصر الكمبري. تشير شوكيات الجلد المتنوعة إلى المدى الطبيعي للملوحة، ولا يختلف التجمع الكلي للصدفة بشكل كبير عن حيوانات الصدفة العادية المتوقعة في مياه أوردوفيشي المفتوحة. تحتوي المجموعة غير الممعدنة على مجموعة من الأشكال المألوفة من طفل برجس: إسفنجيات شائعة، فصيات الأقدام، البرنقيل، شعاعيات الأسنان، حلقيات، هالكيريد المحتملة، ماريلومورف، الديدان. توجد أيضًا كرات أوردوفيشي غريبة أخرى، بما في ذلك المترات، الماكاريديا، الكلونييلات وسرطان حدوة الحصان بكثرة.

## الإعداد الترسيبي

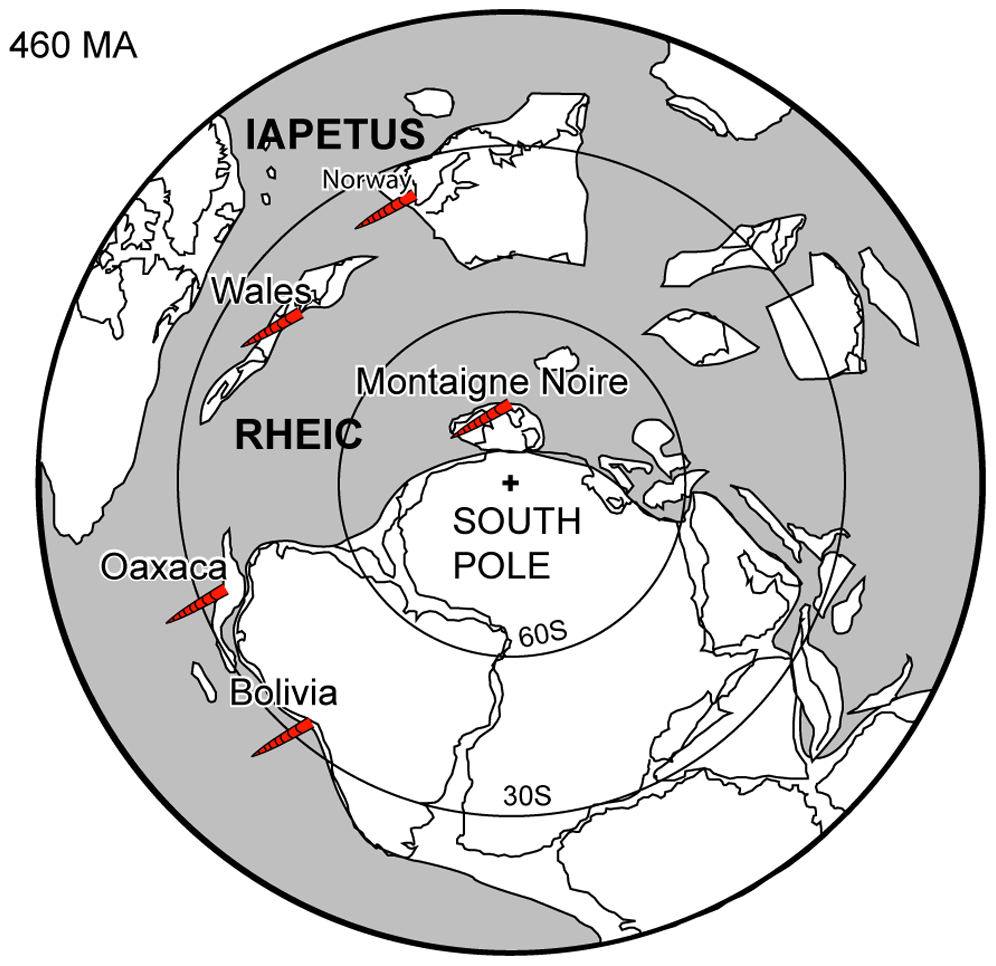
الجغرافيا القديمة القطبية الجنوبية للأوردوفيشي الأوسط، 460 مللي أمبير

ترسبت الطبقات المتحجرة فوق قاعدة موجة العاصفة مباشرة (من الساحل إلى انتقال الساحل السفلي)، بين 50 و 150 متر (160 و 490 قدم) عمق الماء. من المحتمل أن الكائنات الحية قد دفنت في الموقع. بسبب وضعها فوق قاعدة موجات العاصفة، كانت العواصف قد حشدت الرواسب التي يمكن أن تترسب بسرعة، مما يحاصر الحيوانات ويؤدي إلى الحفاظ عليها. وبالتالي، فإن الكائنات القاعية تهيمن على التجمع.

## الحفظ
أحافير تكوين فزواطة، والتي عادة ما تكون مسطّحة (على الرغم من أن بعضها يحتفظ بدرجة معينة من أبعادها الثلاثية الأصلية) غالبًا ما تكون مغطاة بغبار من البيريت والقصدير؛ هذا الجانب من الحفاظ على الحفريات مشابه جدًا لتلك الموجودة في مدينة تشينغيانغ الصينية. غالبًا ما يتم الحفاظ على الزوائد غير المعدنية. في حين أن التكوين ككل يزيد عن 1,000 متر (3,300 قدم) على فترتين فقط، 25 متر (82 قدم) و15 متر (49 قدم) سميكة، توفر حماية استثنائية. تقع كلتا الفترتين بالقرب من الجزء العلوي من التكوين السفلي، بما يتوافق مع منطقتي Araneograptus murrayi وHunnegraptus copiosus graptolite على التوالي.

## الموقع والطبقات
توجد الحفريات في مساحة 500 كيلومتر مربع (190 ميل2)، في وادي درعة جنوب شرق المغرب، شمال زاكورة. تم العثور على طبقات منتجة طبقيًا خلال 1.1 كيلومتر (0.68 ميل) - عمود من الصخور السميكة يمتد على عهود تريمادوكيان وفلو. فترتان ستراتيغرافيتان للتكوين هي أحفورية: الجزء السفلي هو أواخر تريمادوكيان ويجلس 260 إلى 330 متر (850 إلى 1,080 قدم) فوق قاعدة التكوين؛ الجزء العلوي من 570 إلى 620 متر (1,870 إلى 2,030 قدم)، متوسط العمر.

## التاريخ
تم التعرف على المرسب الأحفوري لأول مرة في أواخر تسعينات القرن العشرين عندما قام جامع الأحافير المحلي، بن مُلا، بعرض بعض الاكتشافات على طالب دكتوراه كان يعمل في ذلك الوقت في المنطقة.